# Ленінський (Куйбишевський район)
Ле́нінський (рос. Ленинский) — хутір у Куйбишевському районі Ростовської області Росії. Входить до складу Куйбишевського сільського поселення.

## Географія
Географічні координати: 47°44' пн. ш. 38°50' сх. д. Часовий пояс — UTC+4.
Хутір Ленінський розташований на південному схилі Донецького кряжу. Відстань до районного центру, села Куйбишева, становить 12 км.

### Урбаноніми
- вулиці — Садова[2].

## Населення
За даними перепису населення 2010 року на території хутора проживало 89 осіб. Частка чоловіків у населенні складала 51,7% або 46 осіб, жінок — 48,3% або 43 особи.